# Istia d'Ombrone
Istia d'Ombrone est une frazione située sur la commune de Grosseto, en Toscane, Italie.

## Géographie
Istia est un petit village médiéval situé sur les rives du fleuve Ombrone à 6 k m à l'est du centre de la ville de Grosseto.

## Monuments
- Les murailles d'Istia d'Ombrone qui encerclent la vieille ville, datant au XIIe siècle.
  - Porta Senese, la porte au Nord-Est.
  - Porta Grossetana, la porte au Sud-Ouest.
- L'église San Salvatore (XIIIe siècle), avec des peintures de Giovanni di Paolo et Vincenzo Tamagni.
- L'église San Sebastiano, datant du XIIe  et restaurée au  XIXe siècle.
- Le Cassero Senese, forteresse et ancien palais épiscopal (XIIIe siècle).
- L'ancien Palais de la Cour, datant au XVe siècle.
- L'Hôpital de Battenti, ancien hôpital aujourd'hui disparu.